# Centraal Comité van de BKP
Het Centraal Comité van de Bulgaarse Communistische Partij (Bulgaars: Централен комитет на Българската комунистическа партия) bestuurde de BKP tussen de Partijcongressen in. Ieder partijcongres werd er een nieuw Centraal Comité gekozen. Het Centraal Comité bestond uit leden en kandidaat(dat wil zeggen niet-stemhebbende)leden. De belangrijkste leden van het Centraal Comité waren de secretarissen, die een partijafdeling ("commissie") onder zich hadden. De secretarissen vormden samen ook het Secretariaat. De eerste secretaris - het hoofd van het Secretariaat - was tevens voorzitter van het Centraal Comité en de facto partijleider.
Omdat het Centraal Comité maar enkele keren per jaar vergaderde, koos men uit zijn midden een presidium, het Politbureau genaamd. De leden van het Politbureau waren niet zelden ook lid van het Secretariaat. Het Politbureau vergaderde wekelijks en de bijeenkomsten waren geheim. Het Politbureau was veel machtiger dan de regering en bij dit orgaan lag dan ook de werkelijke macht in de Volksrepubliek Bulgarije.
Omdat het Centraal Comité zo weinig bij elkaar kwam, was hun macht gering.